# Andreas Buggenhagen
Andreas Buggenhagen (* 14. Mai 1583 in Nehringen; † 4. Mai 1652 ebenda) war ein pommerscher Landmarschall und mecklenburg-güstrowscher Hofmarschall.

## Herkunft
Der Ritter Andreas Buggenhagen wurde als Sohn von Degener Buggenhagen d. J. († 1591) und Margaretha von Behr  († 1598) geboren und war der letzte aus der Linie Nehringen-Broock des adeligen Geschlechts Buggenhagen. Die andere Linie auf Buggenhagen bei Wolgast konnte nach seinem Tod ihre Ansprüche nicht durchsetzen und die Güter gingen in andere Hände.

## Jugend
Andreas Buggenhagen genoss die in seiner Zeit übliche Ausbildung und Erziehung eines vermögenderen Landadligen. Als Kind wurde er von Hauslehrern, so genannten Präzeptoren, unterwiesen. Nach dem frühen Tod des Vaters übernahm dessen Bruder Bernhard die Vormundschaft. 1597 bezog Andreas mit seinem Präzeptor für zwei Jahre die Universität Greifswald. Von dort aus begab er sich im Frühjahr 1599 nach Wittenberg und Leipzig. Am Ende desselben Jahres zog er mit seinem Hofmeister Matthias Hubner, weil dieser eine Professur in Altorf erhalten hatte, nach Süddeutschland. Er besuchte viele Städte in Franken und Bayern und wäre auch gern weiter nach Italien und Frankreich gereist. Da er damals schon der Einzige seiner Generation des Geschlechts Buggenhagen war, erlaubte ihm sein Vormund dies nicht. Stattdessen kehrte Andreas Buggenhagen wieder nach Pommern zurück.

## Familie und Haushalt
Am 10. November 1604 heiratete Andreas Buggenhagen in Cammin in Mecklenburg seine erste Ehefrau, Dorothea von Jasmund, Tochter des mecklenburgischen Hofmarschalls Christoff von Jasmund. Mit ihr bezog er anschließend den auch zu den Gütern der Familie gehörenden Rittersitz Broock an der Tollense. Erst nach dem Tod seines Vetters Bernhard 1610 zog er nach Nehringen, dem Stammhaus des Geschlechts. Die Ehe mit Dorothea von Jasmund blieb kinderlos. Sie starb 1626. Nach einem zweijährigen Dasein als Witwer heiratete Andreas erneut, wiederum eine mecklenburgische Adlige, Catharina Preen, Tochter des herzoglich-mecklenburgischen Geheimen Rates Otto Preen. Auch diese Ehe blieb kinderlos.
Mit seinen drei Güterkomplexen Nehringen, Broock und Pustow gehörte Andreas Buggenhagen zu den größten adligen Grundbesitzern seiner Zeit in Vorpommern. Die so genannte Kahldensche Hufenmatrikel von 1631 gibt den Gesamtumfang seines Besitzes mit 190 3/4 Hufen an (105 1/2 Hufen zu Nehringen, 48 1/4 Hufen zu Broock, 37 Hufen zu Pustow). Dazu kamen noch 26 1/2 Hufen seiner Afterlehnleute aus den Geschlechtern Evert und Hagemann in Brönkow. Allerdings war von diesen Gütern Pustow bereits seit 1588 verpfändet und Broock verpfändete er selbst 1613. Auch Nehringen wurde während seiner Dienste am Güstrower Hof nicht von ihm selbst bewirtschaftet. Während des Dreißigjährigen Krieges erlitten die Güter erhebliche Zerstörungen. Andreas Buggenhagen war nach 1636 gezwungen, für mehrere Jahre nach Dänemark zu gehen, wo er von 1639 bis 1641 ein Gut in der damals noch zu Dänemark gehörenden Provinz Halland, heute Schweden, pachtete. Nach seiner Rückkehr widmete er sich dem Wiederaufbau der Nehringer Güter, was ihm aber nur teilweise gelang.
Während seiner Dienste am Hof Herzog Johann Albrechts II. von Mecklenburg übernahm er zunächst das Amt Plau pfandweise, später pachtete er das Amt Dargun, welches ihm nach der Vertreibung seines Dienstherrn durch Wallenstein 1628 von jenem fortgenommen wurde.

## Öffentliche Ämter
Traditionell bekleidete der Älteste des Geschlechts Buggenhagen Nehringer Linie das Amt eines Landmarschalls für das Fürstentum Barth und Rügen. Nach dem Tod seines Vetters Bernhard 1610 übernahm Andreas dieses Amt im folgenden Jahr und leitete bereits im Dezember 1611 einen Konvent der Landstände in Stralsund. Zu den wichtigsten Aufgaben des Landmarschalls, welches ein landständisches Amt war, gehörten die Einberufung und Leitung der Landtage und sonstigen Zusammenkünfte der Landstände. Auf dem Wolgaster Landtag im Mai 1612 wurde Andreas Buggenhagen zudem zum Landrat ernannt. In Pommern konnte er jedoch nicht richtig Fuß fassen, sondern hatte viele Neider und Feinde am Wolgaster Hof. Namentlich sein Gutsnachbar Caspar von Behr auf Deyelsdorf, der auch Amtshauptmann von Grimmen und Tribsees war, lag fast ständig mit ihm im Streit.
Deshalb ging er nach Güstrow an den Hof Herzog Johann Albrechts II. von Mecklenburg, wo er es bis zum Hofmarschall, dem ranghöchsten Hofamt brachte. Seine verwandtschaftlichen Beziehungen nach Mecklenburg dürften dabei eine wichtige Rolle gespielt haben. Hier kam Andreas Buggenhagen wahrscheinlich mit den Calvinisten in Berührung, die nach Johann Albrechts dritter Ehe mit Eleonora Maria von Anhalt-Bernburg einen gewissen Einfluss am Güstrower Hof erlangten. Dass er selbst Calvinist war oder dieser Glaubensrichtung wenigstens nahestand, belegt der Umstand, dass seine Leichenpredigt von einem calvinistischen Prediger verfasst worden ist.
Nachdem Herzog Johann Albrecht II. von Wallenstein vertrieben worden war, verlor auch Buggenhagen seine Ämter und folgte seinem Herrn nach Lübeck, von wo aus er mit den schwedischen Truppen 1631 wieder zurückkehrte. Bis zu Johann Albrechts Tod 1636 stand er wiederum in dessen Diensten.

## Letzte Lebensjahre
Nach seiner Rückkehr aus dem Exil in Dänemark widmete sich Andreas Buggenhagen vor allem dem Wiederaufbau seiner Güter. Daneben nahm er aber die mit dem Landmarschallsamt verbundenen Pflichten wahr. Da zu dieser Zeit klar war, dass sein Geschlecht mit ihm aussterben würde, verteilte die schwedische Krone bereits zu seinen Lebzeiten Expektanzen auf seine Güter. Wegen der auf diesen haftenden Schulden kamen die solcherart Begünstigten aber nicht zum Zug, sondern sie blieben in den Händen der Gläubiger.
Auf einer Reise nach Güstrow wurde Buggenhagen von einem „schweren Husten und Brust-Kranckheit“ befallen, von dem er sich nicht mehr erholte. Am 4. Mai 1652 verstarb er auf seinem Rittersitz Nehringen, knapp neunundsechzigjährig, und wurde in Nehringen beigesetzt. Heute erinnert an die Zeit der Familie Buggenhagen in Nehringen nur noch der mittelalterliche Burgturm und der Renaissancealtar in der dortigen Kirche. Alles andere stammt aus späterer Zeit.